# 6020 Miyamoto
A 6020 Miyamoto (ideiglenes jelöléssel 1991 SL1) a Naprendszer kisbolygóövében található aszteroida. Endate, K., Vatanabe Kazuró fedezte fel 1991. szeptember 30-án.